# Pierre Ier (évêque de Grenoble)
Pour les articles homonymes, voir Pierre Ier.
Pierre dit de Sessins († 1221) est un évêque et prince de Grenoble du XIIIe siècle, sous le nom de Pierre Ier.

## Biographie
Les origines de Pierre (Petrus I,) sont inconnues. Il est dit de Sessins ou de Seyssins (de Sessino/ de Saxino,/ de Sazino). Selon Guy Allard, l'évêque serait ainsi originaire de Seyssins, en Dauphiné.

La Gallia Christiana l'appelle faussement, selon Maignien, de Sessons ou Cessons.
Il succède à Guillaume Ier, mort en avril 1221,. Le Regeste dauphinois confond dans ses actes les deux prélats.
Edmond Maignien (1870) et Auguste Prudhomme (1888) indiquent qu'il gouverne seulement quelques mois, puisqu'il meurt vers la fin de l'année 1221,.
Le seul acte connu de cet évêque est un pèlerinage sur le mont Parménie, au mois de septembre,. Il est destinataire, avec l'archevêque de Vienne, d'une lettre du pape Honorius III, en date du 2 décembre 1221, les invitant à enquêter sur la vie et les miracles de Hugues, abbé de Bonnevaux,.
Le Regeste dauphinois indique qu'André Dauphin de Bourgogne, comte d'Albon et palatin de Vienne, prend possession de l'Église de Grenoble durant la vacance avant de la remettre au Chapitre,,. Le siège reste vacant jusqu'à la nomination de Soffroy, vers 1222/1223.